# Budapest Challenger 2 1996
Il Budapest Challenger 2 1996 è stato un torneo di tennis facente parte della categoria ATP Challenger Series nell'ambito dell'ATP Challenger Series 1996. Il torneo si è giocato a Budapest in Ungheria dal 9 al 15 settembre 1996 su campi in terra rossa.

## Vincitori

### Singolare
Răzvan Sabău ha battuto in finale  Attila Sávolt con il punteggio di 6–2, 6–2

### Doppio
László Markovits /  Attila Sávolt hanno battuto in finale  Tuomas Ketola /  Borut Urh per walkover.